# Бастиан, Марк
Марк Ба́стиан (нем. Marc Bastian) — немецкий кёрлингист.

## Достижения
- Чемпионат Германии по кёрлингу среди мужчин: золото (2015), бронза (2014).

## Команды
| Сезон   | Четвёртый        | Третий          | Второй            | Первый               | Запасной                               | Турниры             |
| ------- | ---------------- | --------------- | ----------------- | -------------------- | -------------------------------------- | ------------------- |
| 2008—09 | Константин Кемпф | Марк Бастиан    | Александр Кемпф   | Филипп Хакельсмиллер | Винсент Тремплин тренер: Маркус Ангрик | ЧМЮ 2009 (10 место) |
| 2009—10 | Константин Кемпф | Александр Кемпф | Марк Бастиан      | Филипп Хакельсмиллер | Винсент Тремплин                       | ПЕЮ 2010 (8 место)  |
| 2010—11 | Константин Кемпф | Александр Кемпф | Марк Бастиан      | Филипп Хакельсмиллер | Юриан Айдлер тренер: Маркус Ангрик     | ПЕЮ 2011 (4 место)  |
| 2012—13 | Мерлин Литке     | Марк Бастиан    | Дориан Зан        | Леон Хундертмарк     | Марсель Крюгер тренер: Сюзанна Айдлер  | ПЕЮ 2013 (9 место)  |
| 2013—14 | Александр Бауман | Мануэль Вальтер | Себастьян Швейцер | Йорг Энгессер        | Марк Бастиан                           | ЧГМ 2014            |
| 2014—15 | Александр Бауман | Мануэль Вальтер | Себастьян Швейцер | Марк Бастиан         | Йорг Энгессер                          | ЧГМ 2015            |

(скипы выделены полужирным шрифтом)

## Частная жизнь
Из семьи кёрлингистов — его старший брат Тим Бастиан (нем. Tim Bastian) и старшая сестра Анн-Катрин Бастиан тоже играют в кёрлинг. Марк начал заниматься кёрлингом в кёрлинг-клубе Curling Club Hamburg (Гамбург) в возрасте 6 лет, Анн-Катрин в 14, Тим в 17.